# Winter World University Games 2025/Teilnehmer (Polen)
| Gelbes Symbol für Goldmedaillen mit stilisierten Olympischen Ringen | Graues Symbol für Silbermedaillen mit stilisierten Olympischen Ringen | Braundes Symbol für Bronzemedaillen mit stilisierten Olympischen Ringen |
| ------------------------------------------------------------------- | --------------------------------------------------------------------- | ----------------------------------------------------------------------- |
| 6                                                                   | 3                                                                     | 5                                                                       |

Polen nahm mit 82 Athleten (50 Männer und 32 Frauen) an den Winter World University Games 2025 in Turin teil.

## Medaillen

### Medaillenspiegel
| Rang   | Sportart         | Gold | Silber | Bronze | Gesamt |
| ------ | ---------------- | ---- | ------ | ------ | ------ |
| 1      | Biathlon         | 2    | 3      | 1      | 6      |
| 2      | Skilanglauf      | 2    | —      | 2      | 4      |
| 3      | Para Ski Alpin   | 2    | —      | —      | 2      |
| 4      | Para Skilanglauf | —    | —      | 2      | 2      |
| Gesamt | Gesamt           | 6    | 3      | 5      | 14     |

### Medaillengewinner
| Name/n                                                             | Sportart         | Wettkampf                            |
| ------------------------------------------------------------------ | ---------------- | ------------------------------------ |
| Gold                                                               |                  |                                      |
| Michał Gołaś                                                       | Para Ski Alpin   | Super-G (Sehbehindert)               |
| Michał Gołaś                                                       | Para Ski Alpin   | Riesenslalom (Sehbehindert)          |
| Izabela Marcisz                                                    | Skilanglauf      | 10 km Freistil                       |
| Izabela Marcisz                                                    | Skilanglauf      | Sprint klassisch                     |
| Barbara Skrobiszewska                                              | Biathlon         | 7,5 km Sprint                        |
| Barbara Skrobiszewska                                              | Biathlon         | 10 km Verfolgung                     |
| Silber                                                             |                  |                                      |
| Amelia Liszka                                                      | Biathlon         | 12,5 km Einzel                       |
| Amelia Liszka                                                      | Biathlon         | 7,5 km Sprint                        |
| Amelia Liszka                                                      | Biathlon         | 10 km Verfolgung                     |
| Bronze                                                             |                  |                                      |
| Anna Nędza-Kubiniec Jakub Potoniec                                 | Biathlon         | Single-Mixed-Staffel                 |
| Aneta Kobryń                                                       | Para Skilanglauf | 10 km Freistil (Sehbehindert)        |
| Aneta Kobryń                                                       | Para Skilanglauf | 1 km Sprint klassisch (Sehbehindert) |
| Izabela Marcisz                                                    | Skilanglauf      | 20 km Massenstart klassisch          |
| Oliwia Buśko Izabela Marcisz Weronika Jarecka Aleksandra Kołodziej | Skilanglauf      | 4 × 7,5 km klassisch/Freistil        |

## Teilnehmer nach Sportarten

### Biathlon
| Athleten                           | Wettbewerbe          | Zeit        | Fehler        | Rang   |
| ---------------------------------- | -------------------- | ----------- | ------------- | ------ |
| Frauen                             |                      |             |               |        |
| Wiktoria Celczyńska                | 7,5 km Sprint        | 24:58,6 min | 5 (2+3)       | 16     |
| Wiktoria Celczyńska                | 10 km Verfolgung     | 42:13,8 min | 6 (1+1+2+2)   | 16     |
| Wiktoria Celczyńska                | 12,5 km Massenstart  | 44:19,9 min | 4 (0+2+2+0)   | 8      |
| Wiktoria Celczyńska                | 12,5 km Einzel       | 40:01,8 min | 4 (0+1+2+1)   | 9      |
| Majka Germata                      | 7,5 km Sprint        | 26:13,1 min | 5 (1+4)       | 27     |
| Majka Germata                      | 10 km Verfolgung     | 41:40,3 min | 1 (0+0+1+0)   | 13     |
| Majka Germata                      | 12,5 km Einzel       | 41:00,2 min | 3 (0+0+0+3)   | 14     |
| Amelia Liszka                      | 7,5 km Sprint        | 23:09,0 min | 1 (0+1)       | Silber |
| Amelia Liszka                      | 10 km Verfolgung     | 38:10,6 min | 2 (2+0+0+0)   | Silber |
| Amelia Liszka                      | 12,5 km Einzel       | 38:14,7 min | 0 (0+0+0+0)   | Silber |
| Anna Nędza-Kubiniec                | 7,5 km Sprint        | 25:48,1 min | 7 (5+2)       | 25     |
| Anna Nędza-Kubiniec                | 10 km Verfolgung     | 41:16,8 min | 5 (0+1+3+1)   | 11     |
| Anna Nędza-Kubiniec                | 12,5 km Einzel       | 39:19,5 min | 3 (0+0+1+2)   | 4      |
| Barbara Skrobiszewska              | 7,5 km Sprint        | 22:14,4 min | 1 (1+0)       | Gold   |
| Barbara Skrobiszewska              | 10 km Verfolgung     | 37:40,6 min | 3 (0+0+2+1)   | Gold   |
| Barbara Skrobiszewska              | 12,5 km Einzel       | 40:40,8 min | 5 (0+2+1+2)   | 12     |
| Männer                             |                      |             |               |        |
| Kacper Brzóska                     | 10 km Sprint         | 25:25,9 min | 2 (0+2)       | 22     |
| Kacper Brzóska                     | 12,5 km Verfolgung   | 42:10,6 min | 4 (1+0+1+2)   | 19     |
| Kacper Brzóska                     | 15 km Einzel         | 43:56,3 min | 4 (1+1+1+1)   | 26     |
| Maciej Łapka                       | 10 km Sprint         | 25:00,1 min | 4 (3+1)       | 15     |
| Maciej Łapka                       | 12,5 km Verfolgung   | 45:11,6 min | 9 (3+3+1+2)   | 22     |
| Maciej Łapka                       | 15 km Einzel         | 42:02,4 min | 4 (2+1+1+0)   | 17     |
| Jakub Potoniec                     | 7,5 km Sprint        | 23:58,2 min | 1 (0+1)       | 5      |
| Jakub Potoniec                     | 10 km Verfolgung     | 39:37,0 min | 4 (0+2+1+1)   | 7      |
| Jakub Potoniec                     | 12,5 km Einzel       | 42:19,8 min | 5 (0+2+1+2)   | 19     |
| Mariusz Pływaczyk                  | 7,5 km Sprint        | 26:11,4 min | 1 (0+1)       | 27     |
| Mariusz Pływaczyk                  | 10 km Verfolgung     | 46:28,8 min | 4 (1+0+1+2)   | 24     |
| Mariusz Pływaczyk                  | 12,5 km Massenstart  | 46:45,9 min | 3 (1+0+02)    | 20     |
| Mariusz Pływaczyk                  | 12,5 km Einzel       | 46:36,1 min | 6 (3+0+1+2)   | 33     |
| Dawid Miller                       | 7,5 km Sprint        | 25:43,9 min | 1 (1+0)       | 25     |
| Dawid Miller                       | 10 km Verfolgung     | LAP         | LAP           | LAP    |
| Dawid Miller                       | 12,5 km Massenstart  | 50:54,1 min | 9 (2+2+4+1)   | 23     |
| Dawid Miller                       | 12,5 km Einzel       | 47:37,4 min | 9 (2+2+2+3)   | 34     |
| Mixed                              |                      |             |               |        |
| Anna Nędza-Kubiniec Jakub Potoniec | Single-Mixed-Staffel | 40:15,7 min | 1+9 (1+6 0+3) | Bronze |

### Curling
| Wettbewerb   | Frauen |
| ------------ | --- |
| Athleten     | Julia Dyderska Julia Jawień Martyna Szymanowska Paulina Frysz Marlena Dziewirz                                                |
| Gruppenphase | Kanada 1:9 Italien 5:7 Schweden 7:9 Japan 3:12 Südkorea 3:12 China 2:8 Großbritannien 4:7 Vereinigte Staaten 7:8 Norwegen 2:8 |
| Halbfinale   | ausgeschieden |
| Finale       | ausgeschieden |
| Rang         | 10 |

### Eishockey
| Wettbewerb       | Männer |
| ---------------- | --- |
| Athleten         | Dominik Buczek Szymon Klimowski Mateusz Kołodziej Natalian Dobrzeniecki Michał Jaracz Eryk Schafer Bartosz Schmidt Marcin Szlomski Łukasz Długopolski Stanisław Drozd-Niekurzak Antoni Dziurdzia Brian Gruca Dominik Kasprzyk Oliwier Ksiondz Adam Laskowski Kacper Malasiński Mateusz Malinowski Karol Moś Jakub Musioł Patryk Napiórkowski Michał Sadowski Igor Ratajczak Jakub Wenker |
| Gruppenphase     | Vereinigte Staaten 2,6 Ukraine 2:8 Slowakei 2:5 Japan 1:8 |
| Viertelfinale    | ausgeschieden |
| Halbfinale       | ausgeschieden |
| Spiel um Platz 9 | Schweden 3:4 n,P, |
| Rang             | 10 |

### Eiskunstlauf
| Athleten                     | Wettbewerbe | Kurzprogramm/ Rhythmustanz | Kurzprogramm/ Rhythmustanz | Kür           | Kür           | Gesamt | Gesamt |
| Athleten                     | Wettbewerbe | Punkte                     | Rang                       | Punkte        | Rang          | Punkte | Rang   |
| ---------------------------- | ----------- | -------------------------- | -------------------------- | ------------- | ------------- | ------ | ------ |
| Frauen                       |             |                            |                            |               |               |        |        |
| Karolina Białas              | Einzel      | 47,11                      | 10                         | 93,44         | 14            | 140,55 | 15     |
| Laura Szczęsna               | Einzel      | 51,33                      | 16                         | 92,45         | 13            | 143,78 | 13     |
| Männer                       |             |                            |                            |               |               |        |        |
| Jakub Lofek                  | Einzel      | 54,44                      | 27                         | ausgeschieden | ausgeschieden | 54,44  | 27     |
| Mixed                        |             |                            |                            |               |               |        |        |
| Sofiia Dovhal Wiktor Kulesza | Eistanz     | 52,65                      | 7                          | 74,28         | 11            | 126,93 | 11     |

### Freestyle-Skiing
| Athleten         | Wettbewerbe | Qualifikation | Qualifikation | Finale | Finale | Rang |
| Athleten         | Wettbewerbe | Punkte        | Rang          | Punkte | Rang   | Rang |
| ---------------- | ----------- | ------------- | ------------- | ------ | ------ | ---- |
| Männer           |             |               |               |        |        |      |
| Tobiasz Szyndler | Big Air     | 59,25         | 10            | 67,25  | 9      | 9    |
| Tobiasz Szyndler | Slopestyle  | 69,75         | 6             | 65,50  | 7      | 7    |

### Para Ski Alpin
| Athleten     | Wettbewerbe                 | 1. Lauf     | 1. Lauf | 2. Lauf     | 2. Lauf | Gesamt      | Gesamt |
| Athleten     | Wettbewerbe                 | Zeit        | Rang    | Zeit        | Rang    | Zeit        | Rang   |
| ------------ | --------------------------- | ----------- | ------- | ----------- | ------- | ----------- | ------ |
| Männer       |                             |             |         |             |         |             |        |
| Michał Gołaś | Super-G (Sehbehindert)      | —           | —       | —           | —       | 1:10,55 min | Gold   |
| Michał Gołaś | Riesenslalom (Sehbehindert) | 1:07,95 min | 1       | 1:05,68 min | 1       | 2:13,63 min | Gold   |

### Para Skilanglauf
| Athleten     | Wettbewerbe                          | Qualifikation | Qualifikation | Gesamt      | Gesamt |
| Athleten     | Wettbewerbe                          | Zeit          | Rang          | Zeit        | Rang   |
| ------------ | ------------------------------------ | ------------- | ------------- | ----------- | ------ |
| Frauen       |                                      |               |               |             |        |
| Aneta Kobryń | 1 km Sprint klassisch (Sehbehindert) | 4:31,72 min   | 2             | 5:27,1 min  | Bronze |
| Aneta Kobryń | 10 km Freistil (Sehbehindert)        | —             | —             | 31:46,3 min | Bronze |

### Shorttrack
| Athleten                                                         | Wettbewerbe    | Qualifikation | Qualifikation | Vorlauf       | Vorlauf       | Viertelfinale | Viertelfinale | Halbfinale    | Halbfinale    | Finale                 | Finale        | Rang |
| Athleten                                                         | Wettbewerbe    | Zeit          | Rang          | Zeit          | Rang          | Zeit          | Rang          | Zeit          | Rang          | Zeit                   | Rang          | Rang |
| ---------------------------------------------------------------- | -------------- | ------------- | ------------- | ------------- | ------------- | ------------- | ------------- | ------------- | ------------- | ---------------------- | ------------- | ---- |
| Frauen                                                           |                |               |               |               |               |               |               |               |               |                        |               |      |
| Ada Majewska                                                     | 500 m          | —             | —             | 1:35,555 min  | 3             | 1:33,639 min  | 5             | ausgeschieden | ausgeschieden | ausgeschieden          | ausgeschieden | 19   |
| Ada Majewska                                                     | 1000 m         | —             | —             | 45,699 s      | 3             | 46,143 s      | 5             | ausgeschieden | ausgeschieden | ausgeschieden          | ausgeschieden | 18   |
| Ada Majewska                                                     | 1500 m         | —             | —             | —             | —             | 2:37,608 min  | 5             | ausgeschieden | ausgeschieden | ausgeschieden          | ausgeschieden | 25   |
| Hanna Sokołowska                                                 | 500 m          | —             | —             | PEN           | PEN           | ausgeschieden | ausgeschieden | ausgeschieden | ausgeschieden | ausgeschieden          | ausgeschieden | 37   |
| Hanna Sokołowska                                                 | 1000 m         | —             | —             | 1:36,121 min  | 3             | ausgeschieden | ausgeschieden | ausgeschieden | ausgeschieden | ausgeschieden          | ausgeschieden | 22   |
| Hanna Sokołowska                                                 | 1500 m         | —             | —             | —             | —             | 2:38,270 min  | 2             | 2:38,009 min  | 5             | ausgeschieden          | ausgeschieden | 14   |
| Michalina Wawer                                                  | 500 m          | —             | —             | 1:34,793 min  | 2             | 1:37,713 min  | 4             | ausgeschieden | ausgeschieden | ausgeschieden          | ausgeschieden | 12   |
| Michalina Wawer                                                  | 1000 m         | —             | —             | 45,710 s      | 2             | 46,452 s      | 3             | ausgeschieden | ausgeschieden | ausgeschieden          | ausgeschieden | 15   |
| Michalina Wawer                                                  | 1500 m         | —             | —             | —             | —             | 2:54,362 min  | 4             | ausgeschieden | ausgeschieden | ausgeschieden          | ausgeschieden | 23   |
| Hanna Sokołowska Ada Majewska Laura Michalska Michalina Wawer    | 3000 m Staffel | —             | —             | —             | —             | —             | —             | 4:31,280 min  | 4             | B-Finale: 4:56,705 min | 2             | 6    |
| Männer                                                           |                |               |               |               |               |               |               |               |               |                        |               |      |
| Mateusz Mikołajuk                                                | 500 m          | NT            | 5             | ausgeschieden | ausgeschieden | ausgeschieden | ausgeschieden | ausgeschieden | ausgeschieden | ausgeschieden          | ausgeschieden | 39   |
| Mateusz Mikołajuk                                                | 1000 m         | 1:31,563 min  | 4             | ausgeschieden | ausgeschieden | ausgeschieden | ausgeschieden | ausgeschieden | ausgeschieden | ausgeschieden          | ausgeschieden | 32   |
| Mateusz Mikołajuk                                                | 1500 m         | —             | —             | —             | —             | 2:35,318 min  | 5             | ausgeschieden | ausgeschieden | ausgeschieden          | ausgeschieden | 34   |
| Adam Muchlado                                                    | 500 m          | 43,139 s      | 4             | ausgeschieden | ausgeschieden | ausgeschieden | ausgeschieden | ausgeschieden | ausgeschieden | ausgeschieden          | ausgeschieden | 31   |
| Adam Muchlado                                                    | 1000 m         | 1:34,377 min  | 4             | ausgeschieden | ausgeschieden | ausgeschieden | ausgeschieden | ausgeschieden | ausgeschieden | ausgeschieden          | ausgeschieden | 36   |
| Adam Muchlado                                                    | 1500 m         | —             | —             | —             | —             | 2:30,993 min  | 3             | ausgeschieden | ausgeschieden | ausgeschieden          | ausgeschieden | 22   |
| Aleksander Sakowicz                                              | 500 m          | 44,941 s      | 5             | ausgeschieden | ausgeschieden | ausgeschieden | ausgeschieden | ausgeschieden | ausgeschieden | ausgeschieden          | ausgeschieden | 41   |
| Aleksander Sakowicz                                              | 1000 m         | PEN           | PEN           | ausgeschieden | ausgeschieden | ausgeschieden | ausgeschieden | ausgeschieden | ausgeschieden | ausgeschieden          | ausgeschieden | 46   |
| Aleksander Sakowicz                                              | 1500 m         | —             | —             | —             | —             | 2:39,206 min  | 5             | ausgeschieden | ausgeschieden | ausgeschieden          | ausgeschieden | 35   |
| Mixed                                                            |                |               |               |               |               |               |               |               |               |                        |               |      |
| Hanna Sokołowska Michalina Wawer Mateusz Mikołajuk Adam Muchlado | 2000 m Staffel | —             | —             | —             | —             | 3:04,518 min  | 4             | ausgeschieden | ausgeschieden | ausgeschieden          | ausgeschieden | 10   |

### Ski Alpin
| Athleten           | Wettbewerbe  | 1. Lauf     | 1. Lauf | 2. Lauf     | 2. Lauf | Gesamt      | Gesamt |
| Athleten           | Wettbewerbe  | Zeit        | Rang    | Zeit        | Rang    | Zeit        | Rang   |
| ------------------ | ------------ | ----------- | ------- | ----------- | ------- | ----------- | ------ |
| Frauen             |              |             |         |             |         |             |        |
| Magdalena Bańdo    | Riesenslalom | 1:10,48 min | 52      | DNF         | DNF     | DNF         | DNF    |
| Magdalena Bańdo    | Slalom       | 44,36 s     | 42      | 44,99 s     | 44      | 1:29,35 min | 41     |
| Aniela Sawicka     | Riesenslalom | 1:08,18 min | 41      | 1:08,04 min | 38      | 2:16,22 min | 38     |
| Aniela Sawicka     | Slalom       | 40,82 s     | 16      | 39,40 s     | 12      | 1:20,22 min | 17     |
| Hanna Zięba        | Riesenslalom | 1:04,89 min | 9       | 1:04,86 min | 16      | 2:09,75 min | 9      |
| Hanna Zięba        | Slalom       | DNF         | DNF     | DNF         | DNF     | DNF         | DNF    |
| Männer             |              |             |         |             |         |             |        |
| Bartłomiej Sanetra | Riesenslalom | DSQ         | DSQ     | DSQ         | DSQ     | DSQ         | DSQ    |
| Bartłomiej Sanetra | Slalom       | 45,20 s     | 42      | 42,01 s     | 28      | 1:27,21 min | 30     |
| Mateusz Szczap     | Kombination  | 1:00,86 min | 29      | 42,70 s     | 22      | 1:43,56 min | 27     |
| Mateusz Szczap     | Riesenslalom | DNF         | DNF     | DNF         | DNF     | DNF         | DNF    |
| Mateusz Szczap     | Slalom       | 44,01 s     | 36      | DNF         | DNF     | DNF         | DNF    |
| Mateusz Szczap     | Super-G      | xx          | xx      | xx          | xx      | 1:00,08 min | 25     |
| Piotr Szelag       | Riesenslalom | DSQ         | DSQ     | DSQ         | DSQ     | DSQ         | DSQ    |
| Piotr Szelag       | Slalom       | 43,74 s     | 34      | DNF         | DNF     | DNF         | DNF    |

| Athleten                                                     | Wettbewerbe | Achtelfinale       | Achtelfinale | Viertelfinale | Viertelfinale | Halbfinale    | Halbfinale    | Finale        | Finale        | Rang |
| Athleten                                                     | Wettbewerbe | Gegner             | Punkte       | Gegner        | Punkte        | Gegner        | Punkte        | Gegner        | Punkte        | Rang |
| ------------------------------------------------------------ | ----------- | ------------------ | ------------ | ------------- | ------------- | ------------- | ------------- | ------------- | ------------- | ---- |
| Mixed                                                        |             |                    |              |               |               |               |               |               |               |      |
| Aniela Sawicka Mateusz Szczap Hanna Zięba Bartłomiej Sanetra | Mannschaft  | Vereinigte Staaten | 4:0          | Frankreich    | 1:3           | ausgeschieden | ausgeschieden | ausgeschieden | ausgeschieden | 5    |

### Skibergsteigen
| Athleten                                  | Wettbewerbe   | Qualifikation | Qualifikation | Vorlauf     | Vorlauf | Halbfinale    | Halbfinale    | Finale        | Finale        | Rang |
| Athleten                                  | Wettbewerbe   | Zeit          | Rang          | Zeit        | Rang    | Zeit          | Rang          | Zeit          | Rang          | Rang |
| ----------------------------------------- | ------------- | ------------- | ------------- | ----------- | ------- | ------------- | ------------- | ------------- | ------------- | ---- |
| Frauen                                    |               |               |               |             |         |               |               |               |               |      |
| Paulina Gomola                            | Sprint        | 6:09,75 min   | 12            | 5:52,59 min | 4       | ausgeschieden | ausgeschieden | ausgeschieden | ausgeschieden | 13   |
| Paulina Gomola                            | Vertical Race | —             | —             | —           | —       | —             | —             | 20:28,9 min   | 15            | 15   |
| Anna Majerczyk                            | Sprint        | 5:34,17 min   | 3             | 5:24,17 min | 4       | 5:38,07 min   | 5             | ausgeschieden | ausgeschieden | 10   |
| Anna Majerczyk                            | Vertical Race | —             | —             | —           | —       | —             | —             | 18:10,7 min   | 10            | 10   |
| Männer                                    |               |               |               |             |         |               |               |               |               |      |
| Jakub Bachleda-Księdzularz                | Sprint        | 4:20,95 min   | 3             | 4:25,46 min | 3       | ausgeschieden | ausgeschieden | ausgeschieden | ausgeschieden | 14   |
| Jakub Bachleda-Księdzularz                | Vertical Race | —             | —             | —           | —       | —             | —             | 15:20,2 min   | 15            | 15   |
| Jan Elantkowski                           | Sprint        | 4:18,49 min   | 2             | 4:26,13 min | 4       | ausgeschieden | ausgeschieden | ausgeschieden | ausgeschieden | 17   |
| Jan Elantkowski                           | Vertical Race | —             | —             | —           | —       | —             | —             | 14:43,4 min   | 11            | 11   |
| Jakub Kafarowski                          | Sprint        | 5:58,49 min   | 29            | 6:07,85 min | 6       | ausgeschieden | ausgeschieden | ausgeschieden | ausgeschieden | 30   |
| Jakub Kafarowski                          | Vertical Race | —             | —             | —           | —       | —             | —             | DNF           | DNF           | DNF  |
| Mixed                                     |               |               |               |             |         |               |               |               |               |      |
| Anna Majerczyk Jan Elantkowski            | Staffel       | —             | —             | —           | —       | 28:53,31 min  | 12            | 51:21,16 min  | 12            | 12   |
| Paulina Gomola Jakub Bachleda-Księdzularz | Staffel       | —             | —             | —           | —       | 25:16,74 min  | 5             | 47:34,81 min  | 5             | 5    |

### Skilanglauf
| Athleten                                                           | Wettbewerbe                   | Zeit        | Rang   |
| ------------------------------------------------------------------ | ----------------------------- | ----------- | ------ |
| Frauen                                                             |                               |             |        |
| Oliwia Buśko                                                       | 10 km Freistil                | 29:54,6 min | 19     |
| Weronika Jarecka                                                   | 10 km Freistil                | 30:37,7 min | 30     |
| Weronika Jarecka                                                   | 20 km Massenstart klassisch   | 1:12:32,9 h | 16     |
| Magdalena Kobielusz                                                | 10 km Freistil                | 30:24,3 min | 26     |
| Aleksandra Kołodziej                                               | 10 km Freistil                | 29:30,2 min | 15     |
| Izabela Marcisz                                                    | 10 km Freistil                | 28:08,7 min | Gold   |
| Izabela Marcisz                                                    | 20 km Massenstart klassisch   | 1:04:47,6 h | Bronze |
| Oliwia Buśko Izabela Marcisz Weronika Jarecka Aleksandra Kołodziej | 4 × 7,5 km klassisch/Freistil | 1:23:16,0 h | 5      |
| Männer                                                             |                               |             |        |
| Paweł Bryja                                                        | 10 km Freistil                | 25:30,5 min | 22     |
| Sebastian Bryja                                                    | 10 km Freistil                | 25:33,2 min | 27     |
| Łukasz Gazurek                                                     | 10 km Freistil                | 25:31,8 min | 24     |
| Przemysław Legierski                                               | 10 km Freistil                | 26:19,0 min | 47     |
| Tomasz Wąsowicz                                                    | 10 km Freistil                | 25:01,0 min | 12     |
| Tomasz Wąsowicz                                                    | 20 km Massenstart klassisch   | 56:52,6 min | 5      |

| Athleten                                  | Wettbewerbe         | Qualifikation | Qualifikation | Viertelfinale | Viertelfinale | Halbfinale    | Halbfinale    | Finale        | Finale        | Rang   |
| Athleten                                  | Wettbewerbe         | Zeit          | Rang          | Zeit          | Rang          | Zeit          | Rang          | Zeit          | Rang          | Rang   |
| ----------------------------------------- | ------------------- | ------------- | ------------- | ------------- | ------------- | ------------- | ------------- | ------------- | ------------- | ------ |
| Frauen                                    |                     |               |               |               |               |               |               |               |               |        |
| Oliwia Buśko                              | Sprint klassisch    | 3:53,68 min   | 29            | 3:46,02 min   | 6             | ausgeschieden | ausgeschieden | ausgeschieden | ausgeschieden | 29     |
| Weronika Jarecka                          | Sprint klassisch    | 3:58,48 min   | 38            | ausgeschieden | ausgeschieden | ausgeschieden | ausgeschieden | ausgeschieden | ausgeschieden | 38     |
| Aleksandra Kołodziej                      | Sprint klassisch    | 3:40,98 min   | 16            | 3:34,71 min   | 4             | ausgeschieden | ausgeschieden | ausgeschieden | ausgeschieden | 17     |
| Izabela Marcisz                           | Sprint klassisch    | 3:37,91 min   | 10            | 3:31,61 min   | 1             | 3:32,06 min   | 1             | 3:35,06 min   | 1             | Gold   |
| Männer                                    |                     |               |               |               |               |               |               |               |               |        |
| Paweł Bryja                               | Sprint klassisch    | 3:12,72 min   | 34            | ausgeschieden | ausgeschieden | ausgeschieden | ausgeschieden | ausgeschieden | ausgeschieden | 31     |
| Sebastian Bryja                           | Sprint klassisch    | DNS           | DNS           | DNS           | DNS           | DNS           | DNS           | DNS           | DNS           | DNS    |
| Łukasz Gazurek                            | Sprint klassisch    | 3:02,16 min   | 6             | 2:57,68 min   | 2             | 3:02,51 min   | 4             | ausgeschieden | ausgeschieden | 6      |
| Przemysław Legierski                      | Sprint klassisch    | 3:09,36 min   | 20            | 2:59,82 min   | 4             | ausgeschieden | ausgeschieden | ausgeschieden | ausgeschieden | 14     |
| Tomasz Wąsowicz                           | Sprint klassisch    | 3:14,39 min   | 42            | ausgeschieden | ausgeschieden | ausgeschieden | ausgeschieden | ausgeschieden | ausgeschieden | 39     |
| Mixed                                     |                     |               |               |               |               |               |               |               |               |        |
| Izabela Marcisz Łukasz Gazurek            | Teamsprint Freistil | 6:57,18 min   | 1             | —             | —             | —             | —             | 22:51,50 min  | 3             | Bronze |
| Aleksandra Kołodziej Przemysław Legierski | Teamsprint Freistil | 7:07,12 min   | 4             | —             | —             | —             | —             | 22:51,68 min  | 4             | 4      |

### Snowboard
| Athleten           | Wettbewerbe | Qualifikation | Qualifikation | Finale        | Finale        | Rang |
| Athleten           | Wettbewerbe | Punkte        | Rang          | Punkte        | Rang          | Rang |
| ------------------ | ----------- | ------------- | ------------- | ------------- | ------------- | ---- |
| Männer             |             |               |               |               |               |      |
| Jan Jaromin        | Slopestyle  | DNS           | DNS           | DNS           | DNS           | DNS  |
| Krzysztof Owczarek | Big Air     | 60,75         | 13            | ausgeschieden | ausgeschieden | 13   |
| Krzysztof Owczarek | Slopestyle  | 46,00         | 14            | ausgeschieden | ausgeschieden | 14   |

| Athleten            | Wettbewerbe           | Qualifikation | Qualifikation | Achtelfinale  | Achtelfinale  | Viertelfinale | Viertelfinale | Halbfinale    | Halbfinale    | Finale/Platz 3           | Finale/Platz 3 | Rang |
| Athleten            | Wettbewerbe           | Zeit          | Rang          | Gegner        | Zeit          | Gegner        | Zeit          | Gegner        | Zeit          | Gegner                   | Zeit           | Rang |
| ------------------- | --------------------- | ------------- | ------------- | ------------- | ------------- | ------------- | ------------- | ------------- | ------------- | ------------------------ | -------------- | ---- |
| Frauen              |                       |               |               |               |               |               |               |               |               |                          |                |      |
| Olga Kaciczak       | Parallel-Riesenslalom | 1:19,49       | 10            | Stokłosa      | −0,25 s       | Fava          | +3,35 s       | ausgeschieden | ausgeschieden | ausgeschieden            | ausgeschieden  | 6    |
| Olga Kaciczak       | Parallel-Slalom       | 1:21,83       | 6             | Pawljuk       | −5,24 s       | Fava          | DSQ           | ausgeschieden | ausgeschieden | ausgeschieden            | ausgeschieden  | 8    |
| Natasza Piwowarczyk | Parallel-Riesenslalom | 1:18,87       | 9             | Pawljuk       | DSQ           | ausgeschieden | ausgeschieden | ausgeschieden | ausgeschieden | ausgeschieden            | ausgeschieden  | 12   |
| Natasza Piwowarczyk | Parallel-Slalom       | 1:25,31       | 12            | Oshima        | +1,02 s       | ausgeschieden | ausgeschieden | ausgeschieden | ausgeschieden | ausgeschieden            | ausgeschieden  | 11   |
| Natalia Stokłosa    | Parallel-Riesenslalom | 1:24,07       | 14            | Kaciczak      | +0,25 s       | ausgeschieden | ausgeschieden | ausgeschieden | ausgeschieden | ausgeschieden            | ausgeschieden  | 11   |
| Natalia Stokłosa    | Parallel-Slalom       | 1:24,78       | 11            | Šonková       | +3,34 s       | ausgeschieden | ausgeschieden | ausgeschieden | ausgeschieden | ausgeschieden            | ausgeschieden  | 14   |
| Sonia Zapała        | Parallel-Riesenslalom | 1:21,55       | 11            | Yogo          | +2,73 s       | ausgeschieden | ausgeschieden | ausgeschieden | ausgeschieden | ausgeschieden            | ausgeschieden  | 10   |
| Sonia Zapała        | Parallel-Slalom       | 1:23,33       | 9             | Yogo          | −20,01 s      | Šonková       | −0,11 s       | Fava          | +2,27 s       | Kleines Finale: Kanazawa | +1,93 s        | 4    |
| Männer              |                       |               |               |               |               |               |               |               |               |                          |                |      |
| Jakub Luboński      | Parallel-Riesenslalom | 1:18,81 min   | 25            | ausgeschieden | ausgeschieden | ausgeschieden | ausgeschieden | ausgeschieden | ausgeschieden | ausgeschieden            | ausgeschieden  | 25   |
| Jakub Luboński      | Parallel-Slalom       | 1:23,98 min   | 23            | ausgeschieden | ausgeschieden | ausgeschieden | ausgeschieden | ausgeschieden | ausgeschieden | ausgeschieden            | ausgeschieden  | 23   |
| Michał Wilk         | Parallel-Riesenslalom | 1:12,85 min   | 15            | Samfirow      | DSQ           | ausgeschieden | ausgeschieden | ausgeschieden | ausgeschieden | ausgeschieden            | ausgeschieden  | 16   |
| Michał Wilk         | Parallel-Slalom       | 1:19,79 min   | 16            | Pink          | +3,28 s       | ausgeschieden | ausgeschieden | ausgeschieden | ausgeschieden | ausgeschieden            | ausgeschieden  | 16   |